# Zemědělství a klimatická změna
Zemědělství a klimatická změna jsou vzájemně propojující se procesy a vyznačují se složitým vztahem příčin a následků. Zemědělství produkuje značné množství skleníkových plynů, které ovlivňují klima. Nárůst koncentrace skleníkových plynů v atmosféře, teplot i změny srážkového režimu mají vliv na objem, kvalitu a stabilitu zemědělské a zoologické technické produkce, ale také na přírodní prostředí, ve kterém se zemědělství provozuje.
Změna klimatu je jedním z nejpalčivějších problémů dnešního světa a výrazně přetváří nebo mění zemské ekosystémy. Přestože změna klimatu je na Zemi neustálým procesem, v poslední době, přibližně posledních 100 let, se tempo této změny zvýšilo. V důsledku antropogenních činností vzrostla od devatenáctého století průměrná teplota o 0,9 °C, zejména v důsledku emisí skleníkových plynů (GHG) v atmosféře. Podle odhadů by tento nárůst měl do roku 2050 činit 1,5 °C nebo může být ještě větší, s tím, jak dochází k odlesňování, rostou emise GHG, znečisťuje se půda, vodní útvary a vzduch. Bezprecedentní zvýšení teploty má za následek zvýšený výskyt období sucha, záplav, nepravidelných srážek, vln veder a dalších extrémních jevů po celém světě. Podle výroční zprávy organizace Weather, Climate and Catastrophe Insight způsobily jen přírodní katastrofy v roce 2018 na celém světě hospodářské ztráty ve výši 225 miliard USD a od roku 2016 ztráty způsobené přírodními kalamitami přesahují 200 miliard USD ročně. Přibližně 95 % těchto ztrát je připisováno událostem souvisejícím s počasím, z nichž cyklóny, záplavy a sucha jsou klíčovými aktéry a přímo souvisejí se změnou klimatu. Celkově je dopad změny klimatu velmi komplexní, ale jeho dalekosáhlé dopady jsou nyní jasně patrné v zemědělském odvětví, na němž závisí produkce potravin a ekonomika světa.
Světová populace by měla do roku 2050 dosáhnout 9,7 miliardy, což by zvýšilo tlak na zemědělskou půdu, aby uspokojila rostoucí poptávku po potravinách, která je již nyní ovlivněna dopadem změny klimatu. Vzhledem k tomu, že změna klimatu a zemědělství mají neoddělitelné vazby, náhlé změny klimatických podmínek v tak rychlém tempu ohrozily zabezpečení potravin v celosvětovém měřítku. Zpráva Světového potravinového programu (WFP) z roku 2018 odhalila, že zvyšování výnosu plodin na hektar je ve srovnání s mírou rostoucí populace výrazně pomalejší. Podle údajů Organizace OSN pro výživu a zemědělství (FAO) zveřejněných v roce 2016, pokud bude současná situace emisí skleníkových plynů a změny klimatu pokračovat, pak do roku 2100 dojde k poklesu produkce hlavních obilnin (20–45% výnosů kukuřice, 5–50% pšenice a 20–30% rýže).
Většina zkoumaných scénářů budoucího vývoje potvrzuje, že zemědělství a špatná péče o půdu budou hrát klíčovou roli v dalším oteplování planety. Zvyšování organické hmoty v půdě, protierozní opatření, obnova lesů, omezení odlesňování nebo plýtvání potravinami mohou zabránit oteplení až o půl stupně Celsia a významně pomoci s udržením globální teploty na relativně bezpečné úrovni. Ovšem za podmínky, že zároveň razantně srazíme emise ze spalování fosilních paliv a průmyslu.

## Vliv zemědělství na klimatickou změnu
Zemědělství přispívá ke změně klimatu prostřednictvím emisí skleníkových plynů (GHG), které zachycují teplo v atmosféře. Zemědělství generuje přímé emise skleníkových plynů zejména prostřednictvím emisí oxidu dusného z půd, aplikací hnojiv a pesticidů, z chovu hospodářských zvířat a jejich produkcí metanu přežvýkavci. Taktéž generuje nepřímé emise skleníkových plynů v důsledku změn ve využívání půdy, včetně odlesňování.

### Chov hospodářských zvířat
Živočišné zemědělství je po fosilních palivech druhým největším přispěvatelem k emisím skleníkových plynů produkovaným člověkem a je jednou z hlavních příčin odlesňování, znečištění vody a ovzduší a úbytku biologické rozmanitosti. Představuje také velkou zátěž pro mnoho konečných pozemských, vodních a energetických zdrojů.
Na 70 miliard zvířat chovaných ročně pro lidskou spotřebu je využíváno 26 procent souše bez ledu na planetě a také téměř šestnáct procent celosvětové sladké vody. Třetina celosvětové produkce polí se navíc využívá ke krmení hospodářských zvířat. Očekává se, že do roku 2050 spotřeba masa stoupne o 76 procent a spotřeba mléčných výrobků o 64 procent, což dále zvýší zátěž zdrojů z tohoto odvětví. Zdaleka největším zdrojem emisí ze živočišného zemědělství je skot, ale celkové odvětví živočišné výroby vyžaduje další značné množství přírodních zdrojů a je zodpovědné za přibližně 14,5% celkových antropogenních emisí skleníkových plynů, tedy 7,1 gigatun ekvivalentu CO2. To zhruba odpovídá emisím ze všech paliv spálených všemi dopravními vozidly světa, včetně osobních, nákladních, vlakových, člunů a letadel.
Živočišné zemědělství se podílí na pěti procentech celosvětových antropogenních emisí oxidu uhličitého a na 44 procentech antropogenních emisí metanu. Ty jsou rozhodujícím příspěvkem živočišné výroby ke globálnímu oteplování, neboť metan je za 100 let 34krát účinnější než oxid uhličitý. Zároveň tvoří 44 procent všech antropogenních emisí oxidu dusného, nejsilnějšího skleníkového plynu a celkově tvoří 75-80 procent celkových zemědělských emisí.
Živočišné zemědělství souvisí s mnoha dalšími problémy, je také například velkým zdrojem znečištění vodních systémů. Živočišná výroba produkuje až sedmkrát více odpadních vod než člověk. Vypouštění nejen pesticidů, antibiotik a těžkých kovů má negativní dopady na okolní vody, zároveň odpad z chovu hospodářských zvířat může také procházet půdou do podzemních vod, které pak mohou kontaminovat blízké potoky a řeky dusičnany a patogeny. Chovy zvířat mohou představovat pro okolní komunity další rizika pro veřejné zdraví, protože například virová onemocnění se mohou přenášet z nemocných hospodářských zvířat na lidi a zvýšené používání antibiotik podporuje rezistenci vůči antibiotikům. Nezodpovědné nakládání s hnojem z velkoobjemových zařízení riskuje aerosolizaci fekálií, které se mohou dostat do okolních domů a způsobit dýchací potíže.

### Odlesňování
Odlesňování je přeměna lesa na jiné využití půdy, jako je zemědělství a infrastruktura. Podle Organizace OSN pro výživu a zemědělství (FAO) způsobuje zemědělská expanze téměř 90 procent celosvětového odlesňování, přičemž celosvětově je více než polovina úbytku lesů způsobena přeměnou lesa na ornou půdu, zatímco pasení hospodářských zvířat je podle nové studie zodpovědné za téměř 40 procent úbytku lesů. Podle posledního hodnocení globálních lesních zdrojů organizace FAO jsme od roku 1990 přišli o 420 milionů hektarů lesa.
Problémem je, že v lesích se ukládá velké množství uhlíku. Stromy a jiné rostliny absorbují oxid uhličitý z atmosféry při svém růstu. Ten se přeměňuje na uhlík a ukládá se ve větvích, listech, kmenech, kořenech a v půdě. Při kácení nebo spalování lesů se pak do atmosféry uvolňuje uložený uhlík, zejména jako oxid uhličitý. Lesy jsou tedy důležitými úložišti uhlíku, což znamená, že z atmosféry odčerpávají oxid uhličitý, uhlík uložený v těchto úložištích je součástí aktivního, relativně rychlého koloběhu uhlíku. Když živé věci (včetně stromů) umírají a rozpadají se, uhlík, který se v nich jednou uložil, se uvolňuje zpět do atmosféry.

### Pesticidy
Pesticidy mají dopad na změnu klimatu během celé své výroby, přepravy a aplikace. Při výrobě pesticidů jsou vypouštěny tři hlavní skleníkové plyny: oxid uhličitý, metan a oxid dusný. Syntetické pesticidy také narušují složitou síť života v našich půdách a mají dopad na úrodnost půdy. Půdní organismy mají zásadní význam pro budování půdní organické hmoty a recyklaci živin a tato ztráta půdní biologické aktivity snižuje schopnost půdy zadržovat uhlík. Půda je jedním z našich největších úložišť uhlíku. Přes 30% půd na celém světě je však znehodnoceno neudržitelným obhospodařováním půdy.

## Vliv klimatické změny na zemědělství
Zemědělství je jedním ze sociálně-ekonomických odvětví, která jsou na změnu klimatu nejcitlivější, neboť je závislé na vlastnostech půdy, struktuře počasí a biologické rozmanitosti. Změna klimatu ovlivňuje srážky, vodní toky, vlhkost a teplotu. Zvýší se četnost a rozsah extrémních povětrnostních a klimatických jevů a může se změnit rozšíření a hojnost druhů škůdců a opylovačů.  Tyto změny ovlivní růst plodin, fenologii a výnosy, což v konečném důsledku povede k posunům v zónách vhodných pro pěstování a změny ve využívání půdy. Změna klimatu totiž hluboce ovlivňuje podmínky, v nichž je zemědělská činnost prováděna. Ve všech regionech světa jsou rostliny, živočichové a ekosystémy přizpůsobeny převládajícím klimatickým podmínkám. Když se tyto podmínky změní, byť jen nepatrně, a to i směrem, který by se mohl zdát příznivější, budou přítomné rostliny a živočichové ovlivněni, některé se stanou méně produktivní, nebo dokonce zmizí. Některé z těchto dopadů lze snadno předvídat, jako přímý dopad vlny veder na konkrétní rostlinu v konkrétním okamžiku jejího růstu (za předpokladu, že byla dostatečně prostudována). Jiné je složitější předvídat, jako vliv určité změny klimatu na celý ekosystém, protože každý prvek bude reagovat odlišně a vzájemně se ovlivňovat. 
Posuzování regionálních dopadů změny klimatu na zemědělské výnosy není taktéž jednoduché. Liší se podle typu plodiny, zeměpisné šířky a nadmořské výšky a je třeba je oddělit od dalších faktorů produktivity, jako je technologický pokrok, zemědělské postupy a pravidelná meziroční variace. Avšak plodiny potřebují k růstu vhodnou půdu, vodu, sluneční záření a teplo. Teplota vzduchu již ovlivnila délku vegetačního období ve velké části Evropy. Termíny kvetení a sklizně obilovin již nyní často probíhají o několik dní dříve během sezóny. Očekává se, že tyto změny budou v mnoha regionech pokračovat. Obecně platí, že v severní Evropě by se zemědělská produktivita mohla zvýšit vlivem delšího vegetačního období a prodloužení období bez mrazů. Teplejší teploty a delší vegetační období by také mohly umožnit pěstování nových plodin. V jižní Evropě se však očekává, že extrémní teplotní výkyvy, snížení srážek a dostupnosti vody budou bránit produktivitě plodin. Očekává se také, že výnosy plodin se budou rok od roku stále více měnit kvůli extrémním povětrnostním jevům a dalším faktorům, jako jsou škůdci a choroby. V některých částech oblasti Středomoří by se vzhledem extrémnímu horku a nedostatku vody v letních měsících mohly některé letní plodiny pěstovat místo toho v zimě. V jiných oblastech, jako je západní Francie a jihovýchodní Evropa, se očekává snížení výnosů kvůli horkým a suchým létům bez možnosti přesunout produkci plodin do zimy.